# 麗莎·華爾茲
麗莎·華爾茲（英語：Lisa Waltz，1961年8月31日—）是一名美國女演員。

## 私人生活
麗莎出生自美国宾夕法尼亚州利默里克。她曾經在宾夕法尼亚州羅伊爾斯淺灘區念過春天淺灘學區高中（英語：Spring-Ford Area High School）並且在1979年畢業，以及卡内基梅隆大学。

## 影片作品
- 歡樂一家親（1998）
- 灵书妙探（2009）
- 杏林春暖（2010–）

## 外部連結
- 互聯網百老匯資料庫（IBDB）上麗莎·華爾茲的資料（英文）
- 麗莎·華爾茲在互联网电影资料库（IMDb）上的資料（英文）